# Antoni Freyer

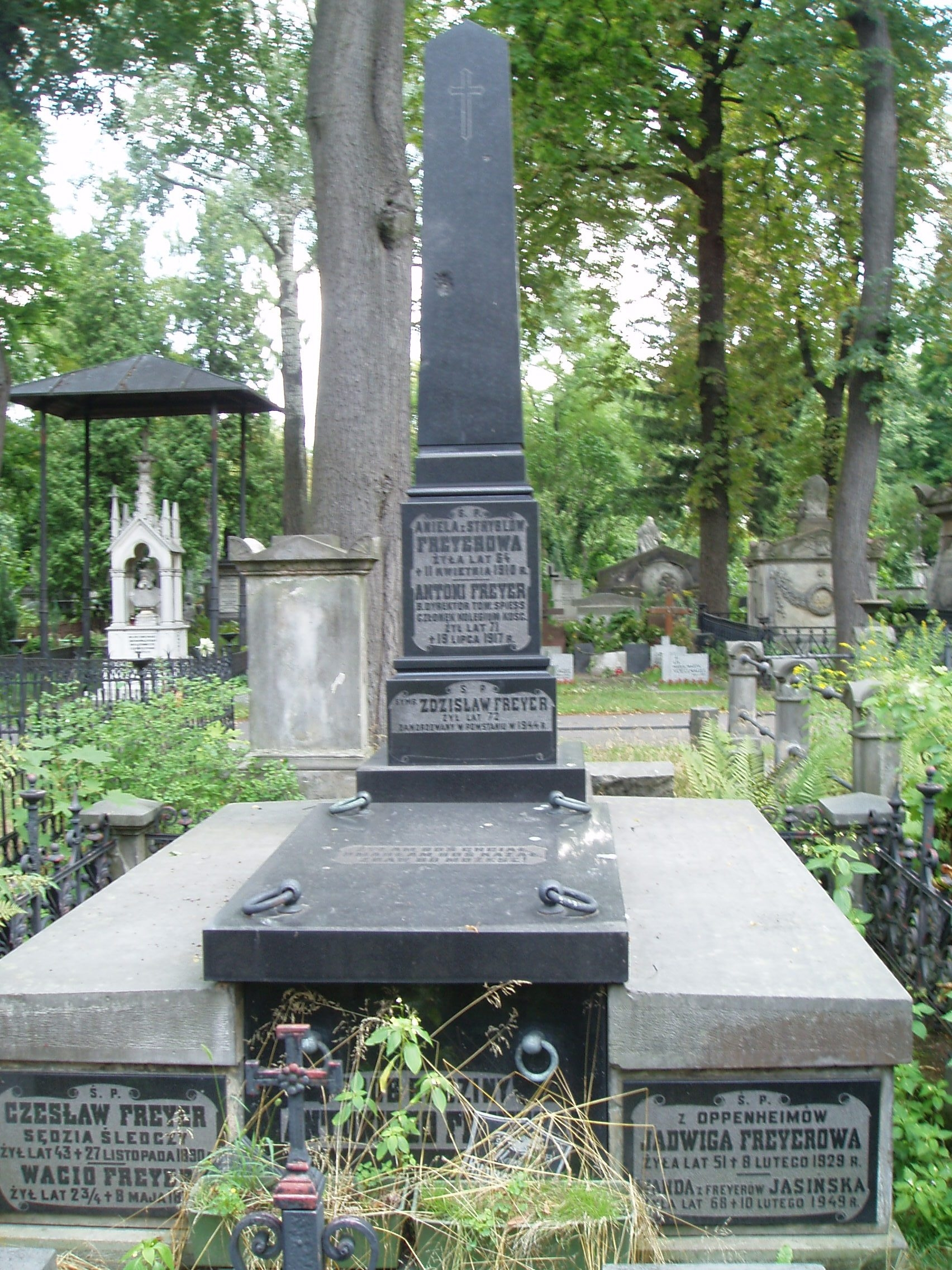
Grobowiec Freyerów na Cmentarzu Ewangelickim w Warszawie

Antoni Freyer herbu Jerzysław (ur. 28 grudnia 1845 w Kielcach, zm. 19 lipca 1917 w Warszawie) – polski farmaceuta. 

## Życiorys
Pochodził z rodziny luterańskiej, która przeniosła się ze Śląska  do Polski w 2. poł. XVIII wieku i wydała paru lekarzy i farmaceutów, był jednym z trzech synów lekarza Jana Karola i Rozalii z Glogerów. W czasach gdy dorastał ojciec był inspektorem lekarskim guberni radomskiej i Antoni uczęszczał do szkoły średniej w Radomiu. W wieku lat 18 przyłączył się do Powstania Styczniowego i walczył w oddziale Langiewicza. Po klęsce powstania w jakiś sposób udało mu się uniknąć katorgi i powrócił bezpiecznie do Warszawy, gdzie od roku 1862 przebywała rodzina. W roku 1865 podjął studia farmakologii w warszawskiej Szkole Głównej, po ich ukończeniu powrócił do Radomia, gdzie otworzył własną aptekę. Prowadził ją do roku 1892. W tym roku podeszły już wiekiem  przemysłowiec i farmaceuta Ludwik Spiess, długoletni przyjaciel rodziny, powołał go na stanowisko dyrektora zakładów farmaceutycznych "Ludwik Spiess i Syn" w Tarchominie (w czasach PRL: Polfa), które Freyer piastował do śmierci.
Antoni Freyer był jednym z założycieli Kasy im. Mianowskiego, Warszawskiego Towarzystwa Muzycznego i komitetu budowy Filharmonii Warszawskiej. Przez wiele lat był też członkiem Kolegium Kościelnego warszawskiej parafii luterańskiej pw. Św. Trójcy. Był żonaty z Anielą Marią Strybel. Pochowany został w grobowcu rodzinnym na cmentarzu ewangelickim w Warszawie (Al. 7 nr 36).
Był żonaty z Anielą ze Stryblów (1842–1910), z którą miał pięcioro dzieci:
- Zdzisław Antoni (1872–1944),
- córka (1873-1944),
- Wacio (1875–1878),
- Wanda Jasińska (1880–1949),
- Władysława Zofia „Anda” (1884–1928), żona Edwarda Maliszewskiego.